# Richard Bass
Richard Daniel Bass, detto Dick (Tulsa, 21 dicembre 1929 – Dallas, 26 luglio 2015), è stato un imprenditore e alpinista statunitense, primo uomo ad aver scalato le Seven Summits il 30 aprile 1985.

## Biografia
Nacque in Oklahoma, ma si trasferì in Texas con la famiglia nel 1932. Laureato in geologia alla Yale University nel 1950 ed il perfezionamento all'Università del Texas, dopo aver combattuto nella guerra di Corea, tornò in patria per curare gli affari della famiglia, nel campo del commercio del petrolio e del gas naturale.
Appassionato alpinista (aveva fondato nel 1971 lo Snowbird Ski Resort), nel 1981 concepì, assieme all'allora capo della Warner Bros. e futuro capo della Disney, Frank Wells, l'idea di scalare le montagne più alte di ogni continente. I due decisero di dedicare un anno della loro vita a questa impresa. Nell'anno previsto, il 1983, scalarono solo sei delle cime (nell'ordine, Aconcagua a gennaio, Denali a luglio, Kilimanjaro ed Elbrus a settembre, Vinson a novembre e il Monte Kosciuszko a dicembre). Seguirono poi tre tentativi non riusciti di scalare l'Everest, ultima cima dell'elenco, al termine dei quali Wells rinunciò all'impresa su richiesta della moglie.
Nonostante la rinuncia del compagno, Bass proseguì nell'intento, e coronò il suo sogno il 30 aprile 1985. All'epoca stabilì anche il record di persona più anziana (55 anni e 131 giorni) ad aver raggiunto la vetta più alta del mondo, che ha resistito fino al 1994. Tentò anche di riprendersi il record nel 2003, ma senza riuscirvi.